# Rodrigo Flores
Rodrigo Alexis Flores Echeverría,(Santiago, Chile, 18 de febrero de 1990) es un futbolista chileno que juega de portero.

## Clubes
| Club                | País  | Año       |
| ------------------- | ----- | --------- |
| Deportes Melipilla  | Chile | 2007-2009 |
| O'Higgins           | Chile | 2010      |
| Unión La Calera     | Chile | 2011      |
| Unión Temuco        | Chile | 2012      |
| San Antonio Unido   | Chile | 2013      |
| Deportes Melipilla  | Chile | 2014      |
| Unión Casablanca    | Chile | 2015      |
| Deportes Santa Cruz | Chile | 2015-2016 |

- Datos: Q6110690